# Lionel Terray
Pour les articles homonymes, voir Terray.
Lionel Terray est un alpiniste français né le 25 juillet 1921 à Grenoble et mort le 19 septembre 1965 aux arêtes du Gerbier dans le massif du Vercors. Il constitue, avec Louis Lachenal, l'une des meilleures cordées françaises de l'après-guerre, réalisant notamment la première répétition de la face nord de l'Eiger en 1947. Il participe en 1950 à l'expédition française à l'Annapurna, première conquête d'un sommet de plus de 8 000 mètres. Il mène par la suite de nombreuses expéditions dans le monde, réussissant notamment les premières ascensions du Fitz Roy en Patagonie, ainsi que du Makalu et du Jannu dans l'Himalaya.
Il est aussi l'auteur d'un des plus célèbres ouvrages de récits d'alpinisme : Les Conquérants de l'inutile.

## Biographie

### Jeunesse
Lionel Terray naît le 25 juillet 1921 à Grenoble, dans le quartier Saint Laurent. Originaire d'une famille aisée qui aurait aimé le voir progresser dans d'autres professions que celle de guide de haute montagne[réf. nécessaire].
Ses débuts en montagne sont très précoces : à trois ans et demi, il chausse les skis pour la première fois. À 5 ans, il se blesse en escaladant des rochers dans le parc de la maison de ses parents.
Il passera toute son enfance et son adolescence à braver les interdits parentaux et ceux du collège pour aller grimper en montagne. À 11 ans, il réalise ses premières ascensions — faciles — à proximité de Grenoble. Il découvre Chamonix à l'âge de 12 ans où son père est envoyé à la suite d'une maladie. Il gravit le Belvédère, traverse la Mer de Glace, le glacier des Bossons, puis monte au refuge du Couvercle. L'un de ses cousins, officier à l'École militaire de haute montagne, le conduit à l'aiguillette d'Argentière, sur la face sud-est du Brévent, aux Grands Charmoz et à la Petite Aiguille Verte.
Lorsque la Seconde Guerre mondiale éclate, il est à Chamonix. Il effectue, à l'été 1940, une course sur l'arête sud du Moine, qui va sceller sa passion pour l'alpinisme. Au cours de l'hiver 1940-1941, il remporte de nombreux succès en ski alpin. Il se classe deuxième au combiné descente-slalom et troisième au combiné quatre épreuves au championnat de France cette année-là.
Dans les années 1940, il s'installe comme agriculteur dans la vallée de Chamonix.

### Carrière d'alpiniste
En mai 1941, il entre à Jeunesse et Montagne, une formation militaire dans laquelle il rencontre Gaston Rébuffat.
« La conversation nous amena à parler de nos projets ; les siens me parurent complètement extravagants !… Sa conception de l'alpinisme, aujourd'hui courante, était très en avance sur son époque, et pour moi entièrement nouvelle. »
Il se marie en 1942 avec Marianne (une institutrice de Saint-Gervais-les-Bains), et complète l'hiver les revenus de la ferme avec les gains des saisons de ski.
Il participe à la guerre avec la fameuse Compagnie Stéphane de novembre 1943 à août 1944 sous les ordres de Germain Navizet, chef de groupe. Cette unité de haute montagne est encadrée par les meilleurs alpinistes et skieurs de l'époque, dont Lionel Terray, et les anciens chefs de l'organisation Jeunesse et Montagne.
En 1945, l'alpinisme devient toute sa vie. Il est instructeur à l'École de Haute Montagne puis, l'hiver, moniteur de ski et, par la suite, guide, un choix profondément réfléchi afin de garder son indépendance et de ne point être sous le diktat de chefs... enfin libre.
« Né au pied des Alpes, ancien champion de ski, guide professionnel, alpiniste de grande course, membre de huit expéditions dans les Andes et l'Himalaya, j'ai consacré toute ma vie à la montagne, et, si ce mot a un sens, je suis un montagnard. »
À cette époque, Lionel réalise ses premières courses avec Louis Lachenal, c'est le début de grandes épopées sur les plus grandes faces des Alpes et notamment les faces nord des Grandes Jorasses et de l'Eiger.
En 1946, Lionel Terray devient instructeur de ski à l'ENSA. Puis, il quitte la France pour le Québec, prenant alors la casquette d'entraîneur de l'équipe nationale de ski.
Il revient en France en 1949 et s'installe finalement comme guide indépendant.
En 1950, il participe à la célèbre expédition française à l'Annapurna, aux côtés de Maurice Herzog, Louis Lachenal, Gaston Rébuffat, Marcel Ichac (cinéaste), Jean Couzy, Marcel Schatz, Jacques Oudot (médecin), Francis de Noyelle (diplomate), Adjiba (Sherpa).
En février 1952, il réalise, avec Guido Magnone, la première ascension du Fitz Roy, montagne considérée encore aujourd'hui comme une des plus difficiles au monde. Le 7 juillet de la même année, dans la cordillère Blanche, il réalise la première ascension Nevado Pongos (5 710 m) et celle du Huantsan (6 369 m), par sa face nord, en compagnie des alpinistes néerlandais de l'Université d'Amsterdam, Cees Egeler et Tom De Booy,.
En 1954, Terray participe à une expédition de reconnaissance au Makalu (8 481 m) en compagnie de Jean Couzy. Le 22 octobre, ils réalisent la première ascension du Kangchungtse (7 678 m) et, huit jours plus tard, le 30 octobre celle du Chomo Lonzo (7 790 mètres). Le 15 mai 1955, il prend part à une expédition française dirigée par Jean Franco. Le 15 mai, avec Jean Couzy, ils atteignent le sommet du Makalu, cinquième plus haut huit mille. Le chef de l'expédition Jean Franco atteint le sommet le lendemain, le 16 mai.
En 1956, Terray retourne au Pérou et effectue la première ascension du Chacraraju (6 112 mètres) - considéré comme le sommet le plus difficile des Andes péruviennes, à tel point que les grimpeurs autrichiens et américains avaient précédemment renoncé à le gravir. Ces expéditions rivales avaient dit que son ascension était « une impossibilité ou un suicide ». Immédiatement après la conquête du Chacraraju, il réalise l'ascension très technique du Taulliraju. Avant cela, entre les mois de mai et de juin, il avait gravi les sommets de la Veronica (en) (5 893 mètres), du Soray (en) (5 428 mètres) et la deuxième ascension du Salcantay (6 271 mètres) empruntant une nouvelle route le long de la face nord. Revenu en France, il prend part à la tentative de sauvetage de Vincendon et Henry sur le mont Blanc.
Au mois d'août 1957, Terray est l'un des principaux protagonistes des opérations de sauvetage qui se déroulent sur la face nord de l'Eiger pour secourir les grimpeurs italiens Claudio Corti et Stefano Longhi. Les événements sont retranscrits dans le livre de Jack Olsen The Climb Up to Hell (« escalade vers l'enfer »), dans lequel l'auteur souligne l'expérience et le courage de Terray. Durant l'été 1958, il tourne dans le film de Marcel Ichac Les Étoiles de midi. Sorti l'année suivante, le film obtient le grand prix du cinéma français.
En 1959, dans le cadre de l'expédition française dans l'Himalaya, Terray tente l'ascension du Jannu (7 710 mètres), mais il est contraint de s'arrêter environ 300 mètres en dessous du sommet.
En juillet 1961, Gallimard publie son premier livre, Les Conquérants de l'inutile, qui figure dans la liste des 100 plus grands livres d'aventures de tous les temps selon la National Geographic Society.
En avril 1962, Terray retourne dans l'Himalaya et gravit le sommet de Jannu, qui n'avait pas été conquis jusque-là. La même année, il gravit le Chacraraju Est (Pérou) et le Nilgiri (7 061 mètres) dans le massif de l'Annapurna (Népal).
En 1964, Lionel Terray mène une expédition française composée de huit personnes et fait une ascension du mont Huntington (3 731 mètres), prévue de longue date, dans le Nord-Ouest de l'Alaska. L'escalade est compliquée par des conditions météorologiques extrêmes et des avalanches fréquentes. Pendant la montée, Terray fait une chute et se blesse au coude et à la main droite. Il est contraint de redescendre au camp de base. Il atteint néanmoins le sommet le 26 mai.

## Mort et hommages

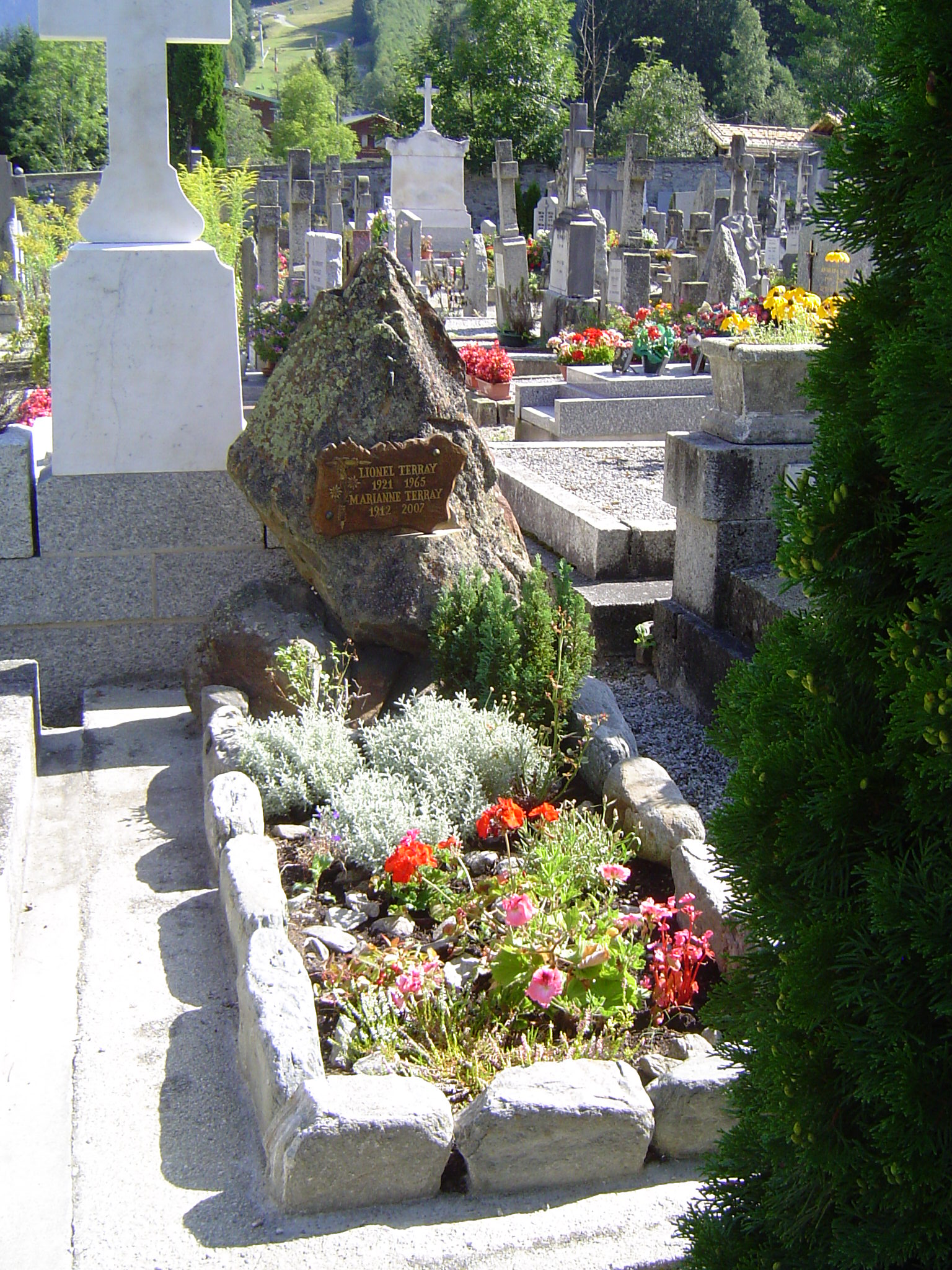
La tombe de Lionel Terray au cimetière de Chamonix-Mont-Blanc.

Peu de temps avant sa mort, un reportage spécial de l'émission Les Coulisses de l'exploit fut consacré à son ascension du mont Huntington, en Alaska, film dont il est le narrateur principal.
Le 19 septembre 1965, avec son ami Marc Martinetti, Lionel Terray fait une chute mortelle à la fissure en Arc de Cercle, aux Arêtes du Gerbier, dans le Vercors. Sa tombe se trouve à Chamonix.
« Si vraiment aucune pierre, aucun sérac, aucune crevasse ne m'attend quelque part dans le monde pour arrêter ma course, un jour viendra où, vieux et las, je saurai trouver la paix parmi les animaux et les fleurs. Le cercle sera fermé, enfin je serai le simple pâtre qu'enfant je rêvais de devenir… » C'est ainsi qu'il conclut son ouvrage autobiographique Les Conquérants de l'inutile.
Aujourd'hui, un collège est nommé en son honneur, à Meylan en Isère et un autre à Aumetz en Moselle, ainsi qu'un certain nombre de gymnases à travers la France. Plusieurs rues portent également son nom (notamment à Seyssins, Voiron, Oullins, Bron, Mions, Rueil-Malmaison, etc.). Un refuge, siège du ski-club de la vallée de Wesserling, a été achevé l'année de sa mort à Kruth en Alsace, et a été baptisé de son nom.

## Ascensions marquantes
- 1942 :
  - première du versant nord-est du col du Caïman,
  - première de la face ouest de l'aiguille Purtcheller ;
- 1944 :
  - première de l'éperon est-nord-est du Pain de sucre,
  - premières en face nord de l'aiguille des Pélerins ; et nord du col de Peuterey avec Maurice Herzog ;
- 1946 :
  - quatrième ascension de l'éperon nord des Droites, avec Louis Lachenal, en huit heures, alors que le meilleur temps réalisé auparavant était de 18 heures,
  - quatrième ascension de l'éperon Walker en face nord des Grandes Jorasses en 2 jours avec une variante importante dans le haut, due à une erreur provoquée par le brouillard ;
- 1947 :
  - troisième de la face nord du Nant blanc à l'Aiguille Verte,
  - Deuxième ascension de la face nord de l'Eiger avec Lachenal ;
- 3 juin 1950 : Lionel Terray participe avec son ami Louis Lachenal à l'expédition française à l'Annapurna. Ce dernier et Maurice Herzog seront les premiers à vaincre un sommet de plus de 8 000 mètres d'altitude. Mais le rôle primordial joué par Lionel Terray dans cette expédition fait de lui un exemple ;
- 1952 : Terray réalise avec Guido Magnone la première ascension du Fitz-Roy. Ascension de l'Aconcagua ;
- 1954 : lors d'une reconnaissance pour le Makalu, réussite au Chomo Lonzo ;
- 1955 : succès au Makalu avec Jean Couzy. Les deux jours suivants, la première au sommet verra l'ensemble des membres de l'expédition parvenir sur la cime. Esprit d'équipe ;
- 1956 : au Pérou, ascension du Nevado Chacraraju 6 108 m et du Taullijaru 5 830 m ;
- 1959 : expédition au Jannu 7 710 m, arrêt à 7 400 m. En 1962, sous la direction de Terray, réussite ;
- 1964 : expédition dans la chaîne d'Alaska au mont Huntington (3 731 m).

## Décorations
- Officier de la Légion d'honneur (30 décembre 1963)
- Croix de guerre 1939–1945 (étoile de vermeil)
- Médaille d'honneur pour acte de courage et de dévouement, or
- Médaille d'or de l'éducation physique (6 aout 1952)

## Ouvrages et films
- Hommes et cimes de Pérou (1956), avec Tom De Booy.
- Les Conquérants de l'inutile (1961) ; son ami Marcel Ichac (compagnon à l'Annapurna notamment) en a tiré un film : Le Conquérant de l'inutile (1967).
- Bataille pour le Jannu, coécrit avec Jean Franco en 1965.
- Lionel Terray a également réalisé des films de montagne, dont Du Fitz-Roy à l'Aconcagua (1952), film de l'expédition française aux Andes de Patagonie (1951-1952, 35 minutes) — images de Georges Strouvé à qui l'on doit également les images des Étoiles de midi —, Cordée de secours (filmé par Lionel Terray) et En haute montagne. Dans Les Étoiles de midi (1958), de Marcel Ichac, il incarne le personnage du guide.

### Sources et bibliographie
- Maurice Herzog, Annapurna Premier 8000, Éditions Arthaud, 1953
- Louis Lachenal, Carnets du vertige, Éditions Guérin, 1996
- David Roberts, Annapurna, une affaire de cordée, Éditions Guérin, 2000
- (en) Maurice Isserman et Stewart Weaver, Fallen Giants : A History of Himalayan Mountaineering from the Age of Empire to the Age of Extremes, Yale University Press, 2008, 592 p. (ISBN 978-0-300-11501-7)
- Marcel Peres, Lionel Terray : l'inoubliable conquérant, Grenoble, Glénat, coll. « Hommes et montagnes », 7 septembre 2016, 356 p. (ISBN 978-2-344-01715-9, lire en ligne)
- Arthur Malé et Michael Attali, « L’itinéraire biographique d’un promoteur de l’alpinisme performatif. L’engagement de Lionel Terray dans l’avènement d’un nouveau modèle en France (1921–1965) », Sport History Review, vol. 54, no 2,‎ 11 octobre 2023, p. 161–179 (ISSN 1543-2947 et 1087-1659, DOI 10.1123/shr.2022-0017, lire en ligne, consulté le 25 septembre 2024)

### Documentaires
- La Voie Terray documentaire de Gilles Chappaz, 2007 (trailer sur TVmountain), co-produit par la ville de Grenoble et Seven Doc.
- Lionel Terray, archive INA, 20 octobre 1965